# Joakim Nordström
Joakim Nordström (* 25. Februar 1992 in Tyresö) ist ein schwedischer Eishockeyspieler, der seit Juni 2022 beim HC Davos aus der Schweizer National League unter Vertrag steht. Zuvor war der Center unter anderem acht Jahre in der National Hockey League (NHL) aktiv und spielte in dieser Zeit für die Chicago Blackhawks, Carolina Hurricanes, Boston Bruins und Calgary Flames. Mit den Blackhawks gewann er dabei in den Playoffs 2015 den Stanley Cup. Zudem wurde Nordström mit der schwedischen Nationalmannschaft im Jahre 2017 Weltmeister.

## Karriere

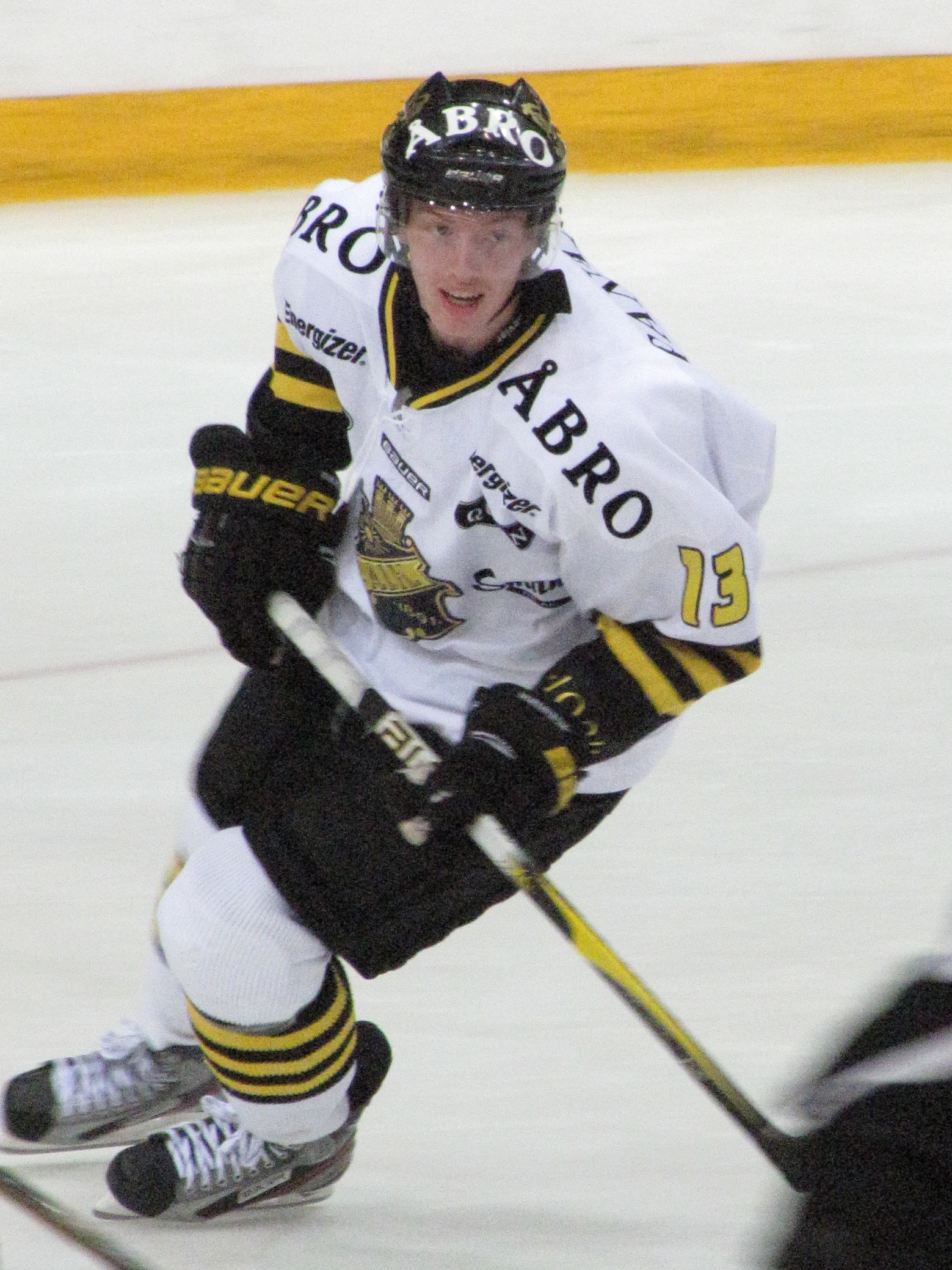
Nordström im Trikot des AIK Solna (2011)

Joakim Nordström begann seine Karriere als Eishockeyspieler in der Nachwuchsabteilung des AIK Solna, mit dessen U18-Junioren er in der Saison 2008/09 die Meisterschaft der U18-Allsvenskan gewann. In der Saison 2009/10 gab der Center sein Debüt für Solnas Profimannschaft in der zweitklassigen HockeyAllsvenskan, wobei er in zwei Spielen punkt- und straflos blieb. Anschließend wurde er im NHL Entry Draft 2010 in der dritten Runde als insgesamt 90. Spieler von den Chicago Blackhawks ausgewählt.
Ab dem Sommer 2013 stand Nordström fest bei den Blackhawks unter Vertrag und gab am 1. Oktober gegen die Washington Capitals sein NHL-Debüt. Nachdem er in der Folge in der AHL zum Einsatz gekommen war, wurde er im Dezember 2013 in den NHL-Kader zurückberufen. Seit der Saison 2014/15 ist er Mannschaftskapitän der Rockford IceHogs in der AHL. Parallel kam er in der Saison 2014/15 auf 38 NHL-Einsätze und gewann am Ende der Playoffs den Stanley Cup mit den Blackhawks. Im September 2015 wurde Nordström gemeinsam mit Kris Versteeg an die Carolina Hurricanes abgegeben, die ihrerseits die Nachwuchsspieler Dennis Robertson und Jake Massie nach Chicago transferierten. Zudem tauschten die Blackhawks ihr Drittrunden- gegen ein Fünftrunden-Wahlrecht der Hurricanes für den NHL Entry Draft 2017. Chicago schaffte durch dieses Tauschgeschäft Platz im Salary Cap, wodurch kurz darauf der Vertrag mit Marcus Krüger verlängert werden konnte.
Nach der Saison 2017/18 wurde sein auslaufender Vertrag in Carolina nicht verlängert, sodass er als Free Agent einen Zweijahresvertrag bei den Boston Bruins unterzeichnete. In gleicher Weise wechselte er im Oktober 2020 zu den Calgary Flames. Im Juni 2021 verließ er die NHL nach acht Jahren und über 400 Einsätzen, um sich dem HK ZSKA Moskau aus der Kontinentalen Hockey-Liga (KHL) anzuschließen. Den Klub verließ er allerdings bereits Anfang März 2022 gemeinsam mit seinem Landsmann Lucas Wallmark infolge des russischen Überfalls auf die Ukraine umgehend, wobei er eine Vertragsstrafe zahlen musste. Seit Mai 2022 steht Nordström beim HC Davos in der Schweizer National League unter Vertrag. Die Spielzeit 2024/25 verpasste der Schwede aufgrund der Folgen einer in den Playoffs des vorangegangenen Spieljahres erlittenen Gehirnerschütterung komplett.

### International
Für Schweden nahm Nordström an der U18-Junioren-Weltmeisterschaft 2010 teil, bei der er mit seiner Mannschaft Vizeweltmeister wurde. Dem folgten der Gewinn der Goldmedaille bei der U20-Junioren-Weltmeisterschaft 2012 sowie der Herren-Weltmeisterschaft 2017. Fünf Jahre später gehörte der Stürmer zum schwedischen Aufgebot bei den Olympischen Winterspielen 2022 in der chinesischen Hauptstadt Peking.

## Erfolge und Auszeichnungen
- 2009 Meister der U18-Junioren-Allsvenskan mit AIK Solna
- 2010 Aufstieg in die Elitserien mit AIK Solna
- 2015 Stanley-Cup-Gewinn mit den Chicago Blackhawks
- 2023 Spengler-Cup-Gewinn mit dem HC Davos

### International
- 2010 Silbermedaille bei der U18-Junioren-Weltmeisterschaft
- 2012 Goldmedaille bei der U20-Junioren-Weltmeisterschaft
- 2017 Goldmedaille bei der Weltmeisterschaft

## Karrierestatistik
Stand: Ende der Saison 2024/25

### International
Vertrat Schweden bei:
| - U18-Junioren-Weltmeisterschaft 2010 - U20-Junioren-Weltmeisterschaft 2012 - Weltmeisterschaft 2017 | - Olympischen Winterspielen 2022 - Weltmeisterschaft 2022 |

(Legende zur Spielerstatistik: Sp oder GP = absolvierte Spiele; T oder G = erzielte Tore; V oder A = erzielte Assists; Pkt oder Pts = erzielte Scorerpunkte; SM oder PIM = erhaltene Strafminuten; +/− = Plus/Minus-Bilanz; PP = erzielte Überzahltore; SH = erzielte Unterzahltore; GW = erzielte Siegtore; 1 Play-downs/Relegation; Kursiv: Statistik nicht vollständig)